# ФК Медж
„Медж“ (на полски: Autonomiczna Sekcja Piłki Nożnej Miedź Legnica) (на български: Автономна Футболна Секция Медж Легница) – полски футболен клуб от град Легница, Долносилезко войводство. Клубът е основан през 1971 година, домакинските си срещи играе на стадион „Орла Биялего“, с капацитет 6244 зрители. Най-големият успех на отбора е спечелването на Купата на Полша през 1992 година.

## Участие в Европейските клубни турнири
| Сезон   | Турнир | Кръг | Отбор  | Домакин | Гост | Общ резултат |  |
| ------- | ------ | ---- | ------ | ------- | ---- | ------------ |  |
| 1992-93 | КНК    | 1/16 | Монако | 0:1     | 0:0  | 0:1          |  |

## Успехи
Купа на Полша:
- Носител (1): 1992

 Супер купа на Полша:
- Финалист (1): 1992
- I Лига
  -  Шампион (1): 2017/18

## Известни футболисти
- Марчин Буркхард: 2013 – 2014
- Марчин Робак
- Гилберт Приласниг

## Български футболисти
- Румен Трифонов: 2015/17 (21 мача - 0 гола)
- Димитър Велковски: 2023 (14 мача - 0 гола)